# Sion (Gers)
Sion ist eine französische Gemeinde mit 96 Einwohnern (Stand 1. Januar 2022) im Département Gers in der Region Okzitanien. Sie gehört zum Kanton Grand-Bas-Armagnac und zum Arrondissement Condom. 

## Lage
Sie ist umgeben von folgenden Nachbargemeinden:
|         | Nogaro                                      |          |
| Urgosse | Kompassrose, die auf Nachbargemeinden zeigt | Loubédat |
| Sorbets | Bétous                                      |          |

## Bevölkerungsentwicklung

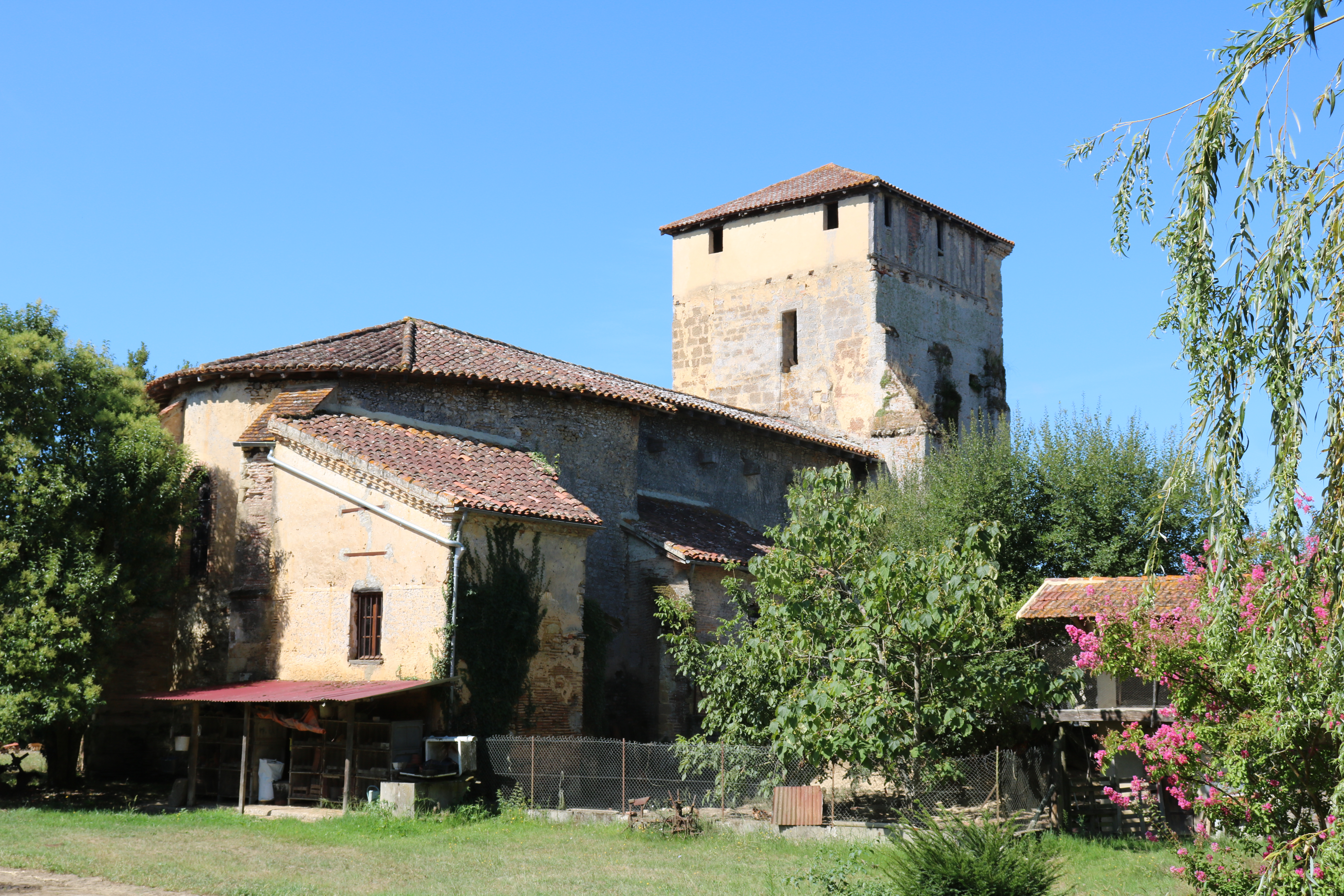
Kirche Saint-Jean

| Jahr                       | 1962 | 1968 | 1975 | 1982 | 1990 | 1999 | 2008 | 2017 |
| -------------------------- | ---- | ---- | ---- | ---- | ---- | ---- | ---- | ---- |
| Einwohner                  | 134  | 144  | 125  | 118  | 119  | 111  | 103  | 103  |
| Quellen: Cassini und INSEE |      |      |      |      |      |      |      |      |